# Sławnikowice (ród)

Poraj

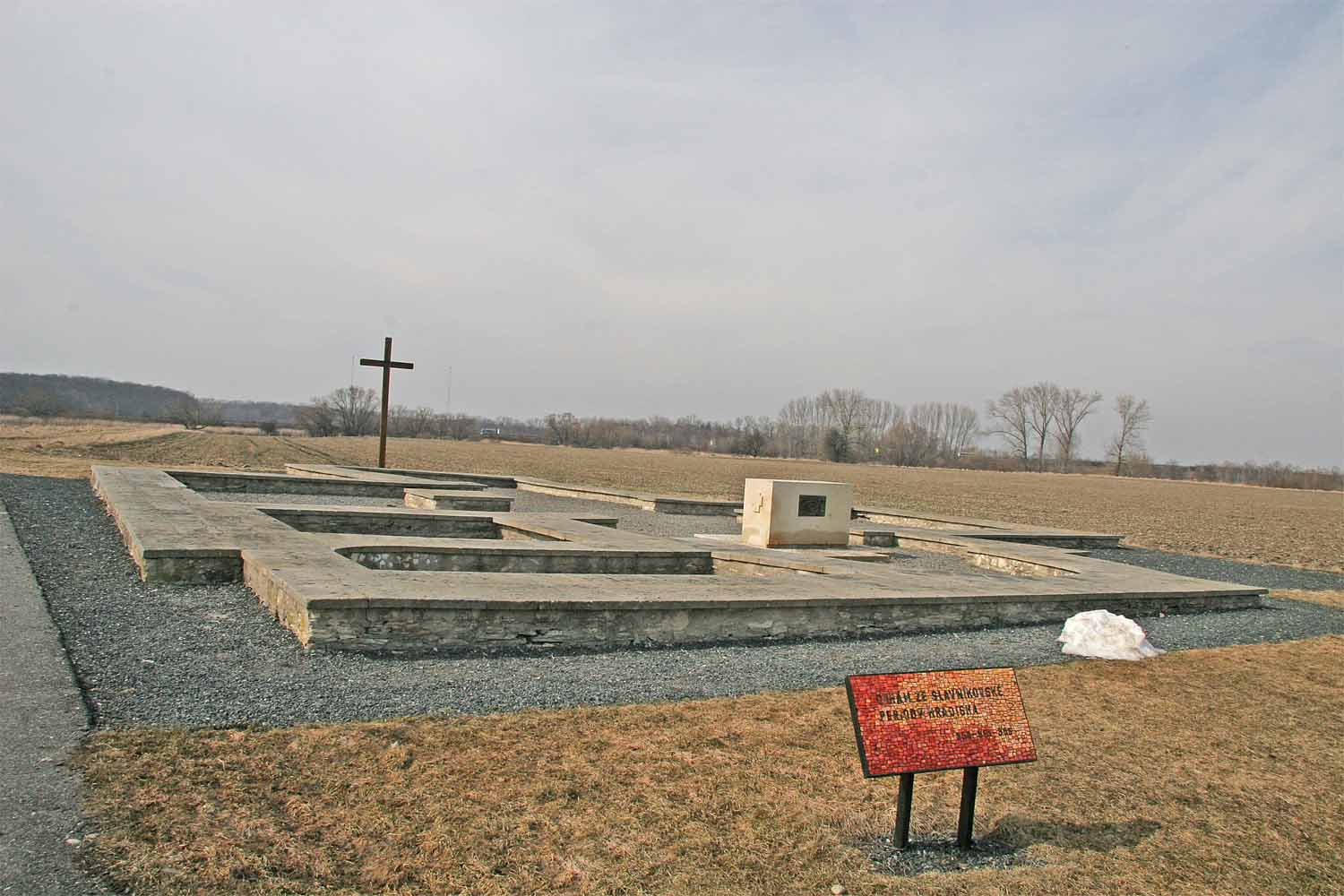
Fundamenty kościoła Sławnikowiców (Libice nad Cidlinou)

Sławnikowice (cz. Slavníkovci) – możnowładczy ród czeski z X w.
Rywalizowali z Przemyślidami. Ich domeny leżały w południowych i wschodnich Czechach, według Kroniki Kosmasa zaliczała się do nich także ziemia kłodzka (o Sławniku: posiadacz Kłodzka, grodu obronnego przeciw Polsce, w pobliżu rzeki zwanej Nysa). Nazwa rodu pochodzi od Sławnika (zm. 981), księcia Libic, za którego uzyskali największe znaczenie.
Spokrewnieni z niemieckimi władcami z saskiej dynastii Ludolfingów; byli tradycyjnie prosascy oraz procesarscy i wspierali chrześcijaństwo, podczas gdy Przemyślidzi na ogół sympatyzowali z antycesarską opozycją (wówczas gł. bawarską) oraz rodzimymi tradycjami.
Sławnik miał 7 synów, z czego sześciu z małżeństwa ze Strzeżysławą: Sobiesław (Sobiebor), Spycimir (Spytymir), Pobrasław, Poraj (Porzej), Czesław (Czasław), Wojciech oraz przyrodni Radzim (Gaudenty). Poraj wysłany został przez ojca w 965 w orszaku Dobrawy, która wychodziła za mąż za Mieszka I. Być może osiadł w Polsce. Polska tradycja wywodzi od niego herb Poraj (róża srebrna w polu czerwonym).
Początek kariery Sławnikowiców należy wiązać ze starciem Bolesława I z Ottonem I w 950 r. w niekorzystnej dla Przemyślidów sytuacji, która wtedy zaistniała doszło do odrodzenia księstwa zlicko-chorwackiego i włączenia do niego ziem kouřimskich, niektórzy autorzy sądzą, że stało się to za wiedzą Ottona I, który widział w Sławnikowicach przeciwwagę dla Przemyślidów.
Tarcia między rządzącymi Przemyślidami a Sławnikowicami nasiliły się po śmierci Sławnika (981), a zwłaszcza Strzeżysławy (987). Senior rodu Sobiesław rozpoczął otwartą rywalizację także na poziomie ekonomicznym, otwierając w Libicach i Malínie (3 km od Kutnej Hory) mennice, które biły własne monety. Pierwsze z nich zostały wybite na cześć jego brata Wojciecha, który akurat wtedy objął biskupstwo praskie.
Jak na ówczesne czasy mennica wybiła ogromną liczbę monet, bo aż 70 tysięcy. Na awersie monet znajdowała się ręka z nożem, a na rewersie zrywający się do lotu orzeł. Na niektórych Sobiesław występował jako DUX.
28 września 995 doszło do otwartego konfliktu między oboma rodami. Książę czeski Bolesław II Pobożny siłami innego rodu Wrszowców zaatakował Libice i zajął prawie pozbawiony obrony gród, który otwarto mu po przyrzeczeniu nietykalności mieszkańców. Szukające azylu w kościele rodziny braci zostały z niego wywleczone i wymordowane. Z siedmiu synów Sławnika ocaleli jedynie najstarszy Sobiesław będący na wyprawie wojennej przeciw Obodrzycom wraz z Ottonem III i Chrobrym, przebywający na Zachodzie biskup Pragi Wojciech (późniejszy święty) oraz towarzyszący mu najmłodszy, przyrodni brat Radzim.
Sobiesław pozostał w Polsce i służył w drużynie Bolesława Chrobrego, który wyraźnie sprzyjał ich rodowi. Wobec wymordowania rodziny Wojciech nie powrócił z Niemiec do Pragi i po pewnym czasie wraz z bratem Radzimem znalazł się na dworze Polan w drodze na misje w Prusach. Po śmierci Wojciecha w 1000 Radzim został wyniesiony na arcybiskupa nowo utworzonej metropolii w Gnieźnie. W 1004 Sobiesław zginął osłaniając odwrót Chrobrego z Pragi.